# Mario Ventura
Mario Martín Ventura (Siguatepeque, Comayagua, 25 de abril de 1987) es un futbolista hondureño. Juega como mediocampista y su equipo actual es el Génesis de la Liga Nacional de Honduras.

## Clubes
| Club                          | País     | Año           |
| ----------------------------- | -------- | ------------- |
| Hispano                       | Honduras | 2006 - 2007   |
| Real Juventud                 | Honduras | 2007 - 2010   |
| Independiente de Siguatepeque | Honduras | 2010 - 2011   |
| Honduras Progreso             | Honduras | 2011 - 2013   |
| Parrillas One                 | Honduras | 2013 - 2015   |
| Independiente de Siguatepeque | Honduras | 2015 - 2016   |
| Social Sol                    | Honduras | 2016-2017     |
| Independiente Siguatepeque    | Honduras | 2022-2022     |
| CD Génesis                    | Honduras | 2022-presente |

## Palmarés

### Campeonatos nacionales
| Título               | Club          | País     | Año  |
| -------------------- | ------------- | -------- | ---- |
| Apertura del Ascenso | Real Juventud | Honduras | 2007 |
| Clausura del Ascenso | Real Juventud | Honduras | 2008 |
| Clausura Ascenso     | Génesis       | Honduras | 2023 |